# Anonyme de Londres
L'Anonyme de Londres (Anonymus Londiniensis) est un papyrus médical grec du premier ou deuxième siècle découvert en Égypte. C'est l'une des sources les plus connues pour la médecine grecque antique.
Il est catalogué P.Lit.Lond. 165, inv. 137 = MP3 2339 et LDAB 3964. Il est actuellement conservé à la British Library (précédemment au British Museum) de Londres.

## Contenu

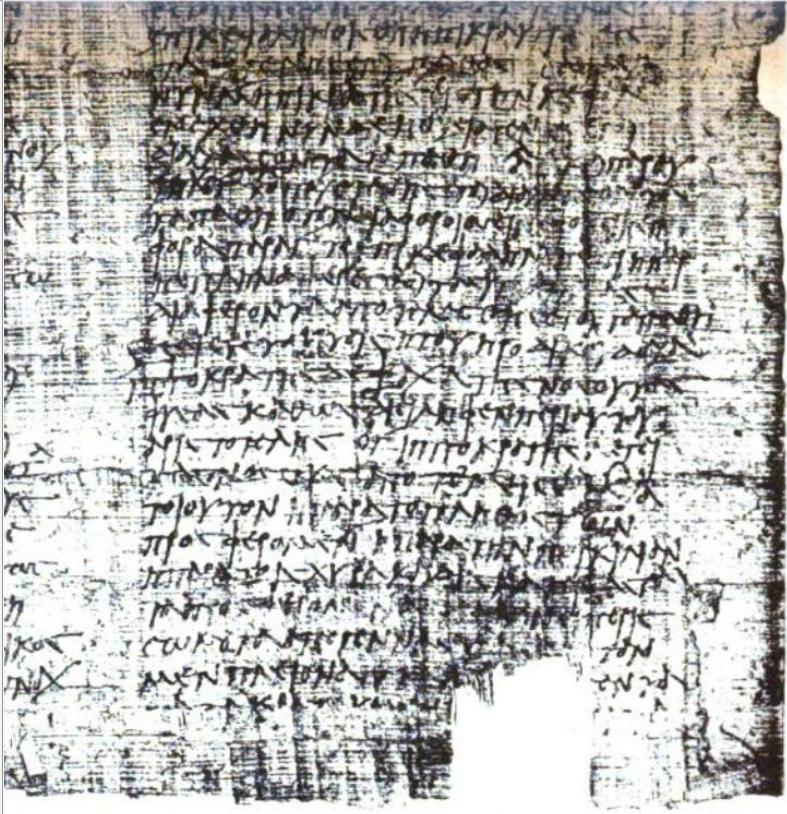
Un extrait du papyrus, la colonne.

C'est le plus long papyrus grec médical connu, mesurant 336 × 25 cm, soit vingt feuilles, contenant approximativement 1 920 lignes de textes, répartis sur 39 colonnes, la qualité du papyrus est médiocre. Le British Museum le découpa dans onze cadres. Vingt-trois fragments furent reliés à l'Anonyme en 1901 mais seize sont ensuite perdus ; Diels a pu néanmoins les retranscrire. Une seule main a composé le papyrus au recto.
Il fut écrit au Ier ou IIe siècle. Le papyrus devait être probablement un brouillon, un autographe à caractère de compilation pour un livre ; il est inachevé mais l'auteur a probablement continué le contenu sur un autre papyrus. Il se peut que ce soit un autographe, un entraînement en vue de la dialectique, d'une démonstration publique ou d'un exercice à un concours, si il est supposé que la lettre du verso est bien recopiée par le même auteur. Il est anonyme, les études récentes suggèrent qu'il est dans la tradition platonico-académique, de culture dogmatique et de tradition hérophiléenne. L'auteur modifie et choisit ses sources a sa guise, il a une position autonome. Le lieu d'écriture n'est pas connu, il est supposé que ce soit Meir, Mallawi ou Hermopolis, capitale du nome car le papyrus référence l'Asie avec la lettre de Marc Antoine. 
Le papyrus est en trois parties, très portées sur la doxographie.
La première section (I.1 - IV.17) est introductive, l'auteur oppose les « anciens », les péripatéticiens, aux « modernes », les stoïciens, en définissant les affections de l'âme et du corps par les définitions doctrinales.
La seconde section (IV.18 - XXI.8) est intitulée « <Discussion> Étiologique. Maladies », surnommée « Doxographie de Ménon », confrontant les désaccords sur l'origine des maladies à travers vingt auteurs et médecins, parmi les parties identifiables du texte qui compte de nombreuses lacunes. Parmi les médecins connus, aucun n'est postérieur à Aristote. L'Anonyme divise les médecins en deux groupes principaux avec des sous-groupes.
D'abord, ceux qui pensent que les maladies sont causés par les habitudes alimentaires. Parmi les auteurs connus, il cite ainsi : Euryphon de Cnide, fondateur de l'école cnidienne, peut-être l'auteur du traité hippocratique sur le régime ; Hérodicos de Cnide, élève d'Euryphon (en), peut être le fondateur de la diététique ; Hippocrate, bien que le corpus hippocratique lui attribue beaucoup de travaux inauthentiques, les opinions se fondent sur le traité des vents attribué à Aristote et des écrits hippocratiques écrits par Polybe ; Hippon de Crotone, évoqué dans un fragment de Cratinos, son ethnique n'est pas certaine ; Dexippe de Cos, élève d'Hippocrate et Aigimios d'Élis, qui aurait écrit un traité sur les pouls avant Hérophile. Alcamène d'Abydos, Timothée de Métaponte, Abas ou Aias, Héracléodore (nom incertain), Hérodicos, Niny l'Égyptien (le nom est incertain), Thrasymaque de Sardes, et Phasitas (ou Phasilas, Phasidas, Phaidas) de Ténédos sont inconnus en dehors de l'Anonyme.
Puis un second groupe qui considère que les maladies sont dues aux déséquilibres des éléments du corps : Platon, dont l'opinion retranscrite est la plus longue, se basant sur le Timée ; Philolaos de Crotone, mal connu, élève de Pythagore ; Polybe de Cos, disciple d'Hippocrate ; Ménécrate « Zeus » de Syracuse ; Pétron ou Pétronas d'Égine, considéré comme un ancien voir un contemporain d'Hippocrate et Philistion de Locres, ou de Sicile, ami de Platon, une auteur prolifique avec une grande réputation et le médecin du tyran Denys.
Pour la section doxographique, sa principale source doit être issue du mouvement péripatéticien. Il y eut de nombreuses hypothèses telle que la Collection Médicale de Ménon qui fut attribuée à son maître Aristote ou l'ouvrage De la Médecine d'Aristote. En revanche, Alexandre Philalèthe n'a pas servit de sources.
La troisième section est la partie physiologique avec un exercice dialectique, l'auteur confronte et juge les théories des écoles et élabore sa théorie après des expériences. Elle fut peu étudiée mais elle est pourtant essentielle car, excepté Aristote, les écrits sont perdus. L'auteur cite comme source Hérophile (le médecin fondateur de l'anatomie scientifique et de la théorie du pouls), Érasistrate (fonda l'école des éristratéens et médecin des souverains séleucides), Aristote (cite les Petits traités d'Histoire Naturelle), Asclépiade de Bithynie (mal connu) et Alexandre Philalèthe (l'auteur connu le plus récent du papyrus, maître de l'école hérophiléenne). Il compare ensuite l'école empirique puis « les Anciens ».
Au verso du papyrus, trois contenus sont présents. Le premier comprend additions au texte du recto, par le même auteur. Le second est une recette médicinale pour un purgatif listant comme ingrédients la scammonée, l'agaric, le bdellium et la gomme arabique. Cette recette est proche de prescriptions données par Galien, Aétius d'Amide et Paul d'Égine. 
Le troisième est ne copie d'une lettre de Marc Antoine, triumvir en visite à Éphèse, au koinon des grecs d'Asie où il explique leurs privilèges aux vainqueurs à l'occasion des Jeux sacrés. La présence de cette lettre dans ce papyrus a longtemps divisé, entre une réutilisation du papyrus ou une liaison entre l'Égypte et Éphèse mais la circulation de copies de lettres officielles est attestée en Égypte. L'hypothèse la plus récente serait que les jeux concernés seraient les Grands Asclépieia en hommage à Asclépios, et qui incluraient des concours médicaux, attestés par l'épigraphie, sous l'égide d'une corporation de docteurs, les vainqueurs recevant des privilèges. Plusieurs exercices de dialectiques et de réponses à des problèmes des Asclépieia s'accordent au contenu du recto.

## Découverte et publications
Il est découvert en 1889 dans un groupe de papyrus contenant la Constitution d'Athènes ainsi que des textes d'Hypéride et de Démosthène. Ce lot de papyrus devait faire partie d'une bibliothèque privée ou un fond pour des fonctionnaires et notables locaux . Les conditions d'acquisitions sont peu claires mais furent menées par le révérend J. R. Alexander, directeur du collège américain d'Assayout et des égyptologues Ernest Alfred Thompson Wallis Budge et Archibald Henry Sayce. L'edito princeps, soit la première édition imprimée, fut réalisée par Hermann Diels en 1893.